# Hans Werner Wüst
Hans Werner Wüst ist ein deutscher Unternehmer, Autor, Filmemacher, Sprecher und Marathonläufer. Von 2007 bis 2025 nahm er an 57 Marathons in Köln, Frankfurt, Berlin, Paris, London, New York (11 x), Los Angeles (11 x), Boston, Chicago, Shanghai, Rio de Janeiro und Dubai teil.

## Publikationen
- „Frédéric Chopin, Briefe und Zeitzeugnisse, Ein Portrait“, Bouvier, Bonn, 2007, ISBN 978-3-416-03164-6
- „Massel braucht der Mensch“, München 2001, ISBN 3-8004-1410-4
- „...wenn wir nur alle gesund sind!“, Reclam, Stuttgart 2012, ISBN 978-3-15-020240-1
- „Zitate & Sprichwörter“, Bassermann, Random House, München 2010, ISBN 978-3-8094-2715-5
- „Lexikon der Sprüche und Widersprüche“, Tosa, Wien 2004, ISBN 3-85492-849-1
- „Frédéric Chopin, Ein musikalisch-literarisches Portrait“ (Hörbuch-CD), ARS ISBN 3-937925-02-3
- „Robert Schumann, Ein musikalisch-literarisches Portrait“ (Hörbuch-CD), ARS, ISBN 3-937925-06-6
- 'Traum eines sesshaften Reisenden' ('Dream of a Sedentary Traveler'), Kurzfilm, 2023

## Auszeichnungen
Der Kurzfilm ‚Traum eines sesshaften Reisenden‘ (‚Dream of a Sedentary Traveler') hat bei folgenden Filmwettbewerben einen 1. Preis gewonnen: 'Paris Short Film Festival‘, 'Crown Wood Film Festival‘, 'Western Canadian International Film Festival', 'Eastern Europe Film Festival‘, 'Calcutta International Film Festival‘, 'Indian Independent Film Festival‘, 'INDO DUBAI International Film Festival', 'Venice Under the Stars International Film Festival' und 'World Film Festival Cannes'.